# Мануноя (приток Войдомы)
Мануноя — река в России, протекает по Муезерскому району Карелии. Устье реки находится в 300 м по левому берегу реки Войдомы. Длина реки составляет 14 км.
В 3 км севернее устья реки находится посёлок Лендеры.

## Данные водного реестра
По данным государственного водного реестра России относится к Балтийскому бассейновому округу, водохозяйственный участок реки — Реки Карелии бассейна Балтийского моря на границе РФ с Финляндией, включая оз. Лексозеро. Относится к речному бассейну реки Реки Карелии бассейна Балтийского моря.
Код объекта в государственном водном реестре — 01050000112102000010334.